# 路永名
路 永名（みち の ながな）は、平安時代初期の貴族。姓は真人。官位は従五位上・備前守。

## 経歴
淳和朝の天長4年（827年）従五位下に叙爵する。その後、仁明朝前半までの任官内容は不明だが、承和9年（842年）大判事に任ぜられる。承和11年（844年）正月に従五位上に叙せられ、翌承和12年（845年）正月に一旦土佐守に任ぜられるが、2月には少納言に遷った。この間、摂津国の摂津国校田使次官および班田使次官も務めている。承和14年（847年）備前守として地方官に転じた。

## 官歴
『日本後紀』による。
- 時期不詳：正六位上
- 天長4年（827年） 正月21日：従五位下
- 承和9年（842年） 12月10日：大判事
- 承和11年（844年） 正月7日：従五位上。2月2日：摂津国校田使次官
- 承和12年（845年） 正月11日：土佐守。2月27日：少納言
- 承和13年（846年） 12月8日：摂津国班田使次官
- 承和14年（847年） 2月11日：備前守